# Othenio Abel
Othenio Abel (Viena, 20 de junio de 1875-Mondsee, 4 de julio de 1946) fue un paleontólogo austríaco.
Junto a Louis Dollo, exploró el campo de la paleobiología al estudiar la vida y el entorno de los organismos fosilizados. Desde 1917 hasta 1934, se desempeñó como  profesor universitario en Viena, después fue director del Instituto de Paleontología en la Universidad de Göttingen e hizo investigaciones en la caverna Drachenhöhle, ubicada en Mixnitz, Estiria. hasta los fines de los años 1942,  

## Algunas publicaciones
- Einige Monstrositäten bei Orchideenblüthen (1897)

- Ueber einige Ophrydeen (1898)

- Les dauphins longirostres du boldérien (miocène supérieur) des environs d'Anvers. Brussels 1901 - 1931 doi:10.5962/bhl.title.16053

- Les odontocètes du Boldérien (miocène supérieur) d'Anvers. Brüssel 1905 doi:10.5962/bhl.title.15923

- Fossile Flugfische (1906)

- "Neuere Anschauungen über den Bau und die Lebensweise der Dinosaurier." Berichte der Sektion für Paläozoologie 16. Dezemb (1908): 117–22.

- Die Morphologie der Hüftbeinrudimente der Cetaceen. Vienna 1907 doi:10.5962/bhl.title.16064

- "Die Rekonstruktion des Diplodocus." Abhandlungen der K.K. Zoologisch-botanischen Gesellschaft in Wien 5 (1910).

- "Über die allgemeinen Prinzipien der paläontologischen Rekonstruktion." 'Verhandlungen der zoologisch-botanische Gesellschaft zu Wien LX (1910): 141–46.

- "Die Vorfahren der Vögel und ihre Lebensweise." Verhandlungen der zoologisch-botanische Gesellschaft zu Wien LXI (1911): 144–91.

- Grundzüge der Paläobiologie der Wirbeltiere. Stuttgart 1912 doi:10.5962/bhl.title.61833

- Vorzeitliche Säugetiere. Jena 1914

- Die Tiere Der Vorwelt. Leipzig & Berlín 1914.

- Die Paläontologie in Forschung und Lehre. Naturwissenschaften 3 (1915), 413-19

- Paläobiologie der Cephalopoden aus der Gruppe der Dibranchiaten Jena 1916.

doi:10.5962/bhl.title.46089
- Die Stämme der Wirbeltiere. Berlín, Leipzig, 1919 doi:10.5962/bhl.title.2114

- Lehrbuch der Paläozoologie. Jena 1920

- Lebensbilder aus der Tierwelt der Vorzeit. Jena 1921 doi:10.5962/bhl.title.61701

- Geschichte und Methode der Rekonstruktion vorzeitlicher Wirbeltiere. Jena 1925

- Paläobiologie und Stammesgeschichte". Jena 1929

- Die Stellung des Menschen im Rahmen der Wirbeltiere. 1931

- Vorzeitliche Lebensspuren. Jena 1935

- Die Tiere der Vorzeit in ihrem Lebensraum. Jena 1939

- Vorzeitliche Tierreste im Deutschen Mythus, Brauchtum und Volksglauben. Jena 1939

## Otras lecturas
- Baumgartel, Hans. "Abel, Othenio." in Dictionary of Scientific Biography. (1970). New York: Charles Scribner's Sons v. 1: p. 17-18.

- Ute Deichmann: Biologen unter Hitler. Porträt einer Wissenschaft im NS-Staat. Frankfurt: Fischer, 1995. ISBN 3-593-34763-6
- Kurt Ehrenberg (1953). «Abel, Othenio Lothar Franz Anton Louis». Neue Deutsche Biographie (NDB) (en alemán) 1. Berlín: Duncker & Humblot. p. 13; (texto completo en línea)

- "Abel, Othenio." in

Taxonomic Literature II Online. (n.d.). Smithsonian Institution Libraries.
- Datos: Q78571
- Multimedia: Othenio Abel / Q78571
- Especies: Othenio Abel